# Tandy Corporation
Tandy Corporation was een Amerikaans bedrijf dat in 1919 werd opgericht in Fort Worth, Texas door Norton Hinckley en Dave L. Tandy.

## Beschrijving
Tandy werd opgericht in 1919 onder de naam Hinckley-Tandy Leather Company. Tandy was aanvankelijk gespecialiseerd in de verwerking van schoenleder, maar koos na de overname van RadioShack in 1963 voor de consumentenelektronica.
In 1977 lanceerde het zijn eigen computer, de TRS-80, in die pionierstijd werden er 200.000 van verkocht. Rond 1981 waren computers de grootste en belangrijkste bron van inkomsten van het bedrijf. Het probeerde een monopolie op te bouwen door technische informatie geheim te houden en geen producten van andere fabrikanten te verkopen in zijn winkels.
Vanaf 1983 had Tandy stevige concurrentie van de IBM PC, en bracht computers uit die compatibel waren met deze standaard. Dit waren de Tandy 1000 en 2000, die verkrijgbaar waren vanaf respectievelijk 1983 en 1984.
Vanaf de jaren zeventig van de twintigste eeuw breidde het bedrijf internationaal uit. De keten had ook elektronicawinkels in Europa onder de naam Tandy. De winkels in Nederland werden begin jaren negentig gesloten. In België sloot de laatste Tandy-winkel in 2011 zijn deuren.
Vanaf 2000 ging het gefuseerde bedrijf verder onder de naam RadioShack.